# António Montez
António Montez (Cartaxo, Cartaxo, 25 de Maio de 1941 — Lisboa, 22 de Dezembro de 2014), foi um ator, dobrador e encenador português. A maior parte do seu trabalho foi desenvolvido no teatro e na televisão, especialmente através de telenovelas, telefilmes e minisséries.

## Biografia
António Montez nasceu em 25 de Maio de 1941 no Cartaxo, distrito de Santarém.
No teatro, tem as primeiras incursões, ainda aluno no Liceu Camões, no Grupo Cénico da Faculdade de Medicina e no CITAC de Coimbra, acontecendo a sua estreia em 1960 na no revista Acerta o Passo, ainda com o nome António Montês.
Em 1964, aos 23 anos, ingressou na companhia Teatro Experimental do Porto, depois de abandonar o curso de Medicina. Na sua carreira participou em quase meia centena de peças de teatro como actor ou noutras funções (adaptação, encenaçao, etc.).
Em 1969, António Montez estreia-se em televisão  na peça Trilogia das Barcas, uma adaptação de Gil Vicente por Luís Francisco Rebello. Duas décadas mais tarde fez parte dos elencos das primeiras telenovelas portuguesas Vila Faia (1982), Origens (1983) e Chuva na Areia (1985), todas da RTP.
O Secretariado Nacional de Informação (SNI) atribuiu a António Montês o Prémio Revelação em 1971, pela sua interpretação em A Capital, de Eça de Queirós.
António Montez recebeu Prémio da Imprensa (1971), ou Prémio Bordalo, como "Melhor Intérprete" na categoria de "Teatro" pela sua participação em A Capital, a par Rui de Carvalho (O Santo e a Porca). Entregue pela Casa da Imprensa, em 23 de Março de 1972, no Teatro São Luiz, numa cerimónia que também distinguiu as actriz Glória de Matos, Manuela de Freitas e Maria Vitória (Revelação), os encenadores Jorge Listopad (O Fim) e Carlos Avilez (Ivone, Princesa da Borgonha) e o cenógrafo Rui Mesquita (O Fim).
Estreou-se no cinema com a longa-metragem Pedro Só (1972) de Alfredo Tropa, filmado em 1970.
Em 1974 foi um dos fundadores do Teatro Ádóque.
Foi casado com a atriz Ermelinda Duarte e, com esta, foi pai da atriz Helena Montez.
António Montez faleceu em Lisboa a 22 de Dezembro de 2014, vítima de falência renal.

## Teatro
- 1970 - A Capital[6]

## Filmografia

### Televisão
- 1982 - Vila Faia[8]
- 1983 - Origens[9]
- 1984 - Chuva na Areia[10]
- 1992 - Cinzas[11]
- 1994 - Na Paz dos Anjos[12]
- 2000 - Conde de Abranhos[12]
- 2002 - O Olhar da Serpente[12]
- 2005 - Pedro e Inês[13]
- 2006 - Aqui não Há Quem Viva[14]
- 2007 - Floribella[14][15]
- 2007 - Vingança[14]
- 2008  - Olhos nos Olhos[16]
- 2009 - Sentimentos[17]

### Cinema
- 1972 - Pedro Só[3][18]
- 1972 - Os Toiros de Mary Foster[18]
- 1978 - Alexandre e Rosa[18]
- 1983 - Terra Nova, Mar Velho[18]
- 1983 - Dina e Django[18]
- 1992 - Adeus Princesa[18]
- 1992 - Eternidade[18]
- 1997 - Fátima[18]
- 2008 - Amália - O Filme[14][18]
- 2009 - La Reine Morte[19]

### Dobragens
- 1947 - Batalha de Gigantes -  Gigante Willie
- 1951 - Alice no País das Maravilhas - A Morsa
- 1953 - As Aventuras de Peter Pan - Chefe Índio
- 1976 - Candy Candy - Telmo
- 1977 - As Extra-Aventures de Winnie the Pooh - Coruja
- 1980 - As Aventures de Tom Sawyer - Jim
- 1981 - Dartacão e os Três Moscãoteiros - Arãomis; Cardeal Richelião
- 1986 - Os Três Mosqueteiros - Cardeal Richelieu
- 1986 - Rato Basílio, Grande Mestre dos Detetives, Morcegão
- 1987 - Os Cavaleiros das Estrelas - Comandante Eagle; Narrador
- 1988 - O Conde Patrácula - Narrador
- 1988 - As Novas Aventuras do Winnie the Pooh - Coruja
- 1991 - A Bela e o Monstro  - Senhor D'Arque
- 1993 - Um Dinossauro em Nova Iorque - Rex
- 1994 - A Princesa Cisne - Veloz
- 1997 - A Maior Aventura de Winnie the Pooh - Coruja
- 1999 - Winnie the Pooh: O Espírito de Natal - Coruja
- 2000 - As Aventuras do Tigre - Coruja
- 2001 - Monstros e Companhia  - Sr. Waternoose
- 2002 - A Idade do Gelo - Carl
- 2002 - As Powerpuff Girls: O Filme - Mojo Jojo
- 2002 - O Planeta do Tesouro - Sr. Arrow
- 2003 - Piglet: O Filme - Coruja
- 2003 - Sinbad: A Lenda dos Sete Mares - Dimas
- 2004 - O Rei Leão 3: Hakuna Matata- Tio Max
- 2004 - The Incredibles - Os Super-Heróis - Agente Rui Dicas, Diretor, Bento Costa, Bomb Voyage
- 2006 - Por Água Abaixo[20] - Sapo
- 2006 - O Rafeiro - Ken Hollster
- 2006 - Carros - Xerife
- 2007 - Os Simpsons: O Filme - Sr. Burns, Reverendo Lovejoy, Barney Gumble, homem em pânico; agente da APA.
- 2008 - O Segredo da Pequena Sereia - Rei Tritão
- 2010 - Toy Story 3 - Risotas
- 2011 - Winnie the Pooh - Coruja
- 2011 - Carros 2 - Xerife
- 2011 - Toy Story Toons: Hawaiian Vacation - Risotas